# F.C. Sassari Torres Femminile 2021-2022
Questa voce raccoglie le informazioni riguardanti la F.C. Sassari Torres Femminile nelle competizioni ufficiali della stagione 2021-2022.

## Divise e sponsor
| Casa | Trasferta |

## Rosa
Rosa, ruoli e numeri di maglia come da sito ufficiale, aggiornati al 20 novembre 2021.
| N. |                        | Ruolo | Calciatrice         |
| -- | ---------------------- | ----- | ------------------- |
| 1  | Italia (bandiera)      | P     | Francesca Fabiano   |
| 2  | Italia (bandiera)      | C     | Flavia Lombardo     |
| 3  | Italia (bandiera)      | D     | Valentina Congia    |
| 4  | Italia (bandiera)      | C     | Alessia Accornero   |
| 5  | Italia (bandiera)      | D     | Maria Bertone       |
| 6  | Italia (bandiera)      | A     | Morena Iannazzo     |
| 7  | Portogallo (bandiera)  | A     | Adriana Faria Gomes |
| 8  | Paesi Bassi (bandiera) | C     | Indy Spaan          |
| 9  | Italia (bandiera)      | A     | Giusy Bassano       |
| 10 | Italia (bandiera)      | D     | Maria Grazia Ladu   |
| 12 | Irlanda (bandiera)     | D     | Shauna Peare        |

| N. |                        | Ruolo | Calciatrice            |
| -- | ---------------------- | ----- | ---------------------- |
| 17 | Spagna (bandiera)      | D     | Catalina Alfonso Moran |
| 20 | Italia (bandiera)      | A     | Lorenza Scarpelli      |
| 21 | Italia (bandiera)      | C     | Francesca Blasoni      |
| 22 | Italia (bandiera)      | C     | Antonia Peddio         |
| 32 | Paesi Bassi (bandiera) | D     | Milou Leendertse       |
| 35 | Italia (bandiera)      | D     | Beatrice Airola        |
| 50 | Italia (bandiera)      | P     | Miriam Ubaldi          |
| 72 | Italia (bandiera)      | P     | Marica Deiana          |
| 77 | Italia (bandiera)      | C     | Sofia Pederzani        |
| 80 | Stati Uniti (bandiera) | C     | Julia Weithofer        |
|    | Italia (bandiera)      | C     | Angela Congia          |

## Calciomercato

### Sessione estiva
| Acquisti | Acquisti            | Acquisti | Acquisti    |
| R.       | Nome                | da       | Modalità    |
| -------- | ------------------- | -------- | ----------- |
| D        | Beatrice Airola     | Juventus | in prestito |
| C        | Julia Weithofer     | Juventus | definitivo  |
| A        | Adriana Faria Gomes | Benfica  |             |
| A        | Lorenza Scarpelli   | Juventus | in prestito |

| Cessioni | Cessioni       | Cessioni        | Cessioni   |
| R.       | Nome           | a               | Modalità   |
| -------- | -------------- | --------------- | ---------- |
| D        | Danielle Lea   | Pink Sport Time | definitivo |
| C        | Martina Borg   | Roma CF         | definitivo |
| A        | Jelena Marenić | ChievoVerona FM | definitivo |

### Sessione invernale
| Acquisti | Acquisti           | Acquisti        | Acquisti   |
| R.       | Nome               | da              | Modalità   |
| -------- | ------------------ | --------------- | ---------- |
| C        | Nausica Costantini | Civitanova      | definitivo |
| A        | Jelena Marenić     | ChievoVerona FM | definitivo |

| Cessioni | Cessioni | Cessioni | Cessioni |
| R.       | Nome     | a        | Modalità |
| -------- | -------- | -------- | -------- |
|          |          |          |          |

## Risultati

### Serie B

#### Girone di andata
| Arbitro: | Vincenzi (Bologna) |

|                                                  |           |  |
| Barbieri 49’ (rig.) Baldini 86’ Massa 90’ (rig.) | Marcatori |  |

| Arbitro: | Sassano (Padova) |

|  |           |                     |
|  | Marcatori | 21’ (rig.) L. Merli |

| Arbitro: | Grassi (Forlì) |

|               |           |  |
| Bolognini 39’ | Marcatori |  |

| Arbitro: | Di Mario (Ciampino) |

|  |           |                                  |
|  | Marcatori | 11’ Kubassova 25’, 73’ M. Picchi |

| Arbitro: | Vailati (Crema) |

|          |           |               |
| Domi 27’ | Marcatori | 33’ Weithofer |

| Sennori 31 ottobre 2021, ore 14:30 CET 6ª giornata | Torres             | 0 – 0 referto 2 | Ravenna | Stadio Basilio Canu\| Arbitro: \| Bozzetto (Bergamo) \| |
| Arbitro:                                           | Bozzetto (Bergamo) |                 |         |                                                         |

| Arbitro: | Di Loreto (Terni) |

|                                                    |           |  |
| Costi 3’ (rig.), 50’ Cuciniello 26’ Petralia 90+2’ | Marcatori |  |

| Arbitro: | Caruso (Viterbo) |

|                          |           |                         |
| Blasoni 87’ Lombardo 89’ | Marcatori | 27’ Devoto 59’ Kongoulī |

| Arbitro: | Aronne (Roma 1) |

|              |           |                                                 |
| Dragotto 29’ | Marcatori | 42’ Scarpelli 50’ Gomes 59’ Bassano 90’ Blasoni |

| Arbitro: | Ferrara (Roma 2) |

|                        |           |                               |
| Gomes 34’ Lombardo 60’ | Marcatori | 37’, 56’ Velati 39’ R. Picchi |

| Arbitro: | Esposito (Napoli) |

|  |           |             |
|  | Marcatori | 54’ Bassano |

| Arbitro: | Foresti (Bergamo) |

|                                 |           |                  |
| Marenić 32’ Lombardo 53’ (rig.) | Marcatori | 63’ Lazdauskaitė |

| Arbitro: | Striamo (Salerno) |

|                  |           |                   |
| Spyridonidou 84’ | Marcatori | 10’, 49’ Lombardo |

#### Girone di ritorno
| Arbitro: | Giordani (Aprilia) |

|           |           |  |
| Gomes 80’ | Marcatori |  |

| Arbitro: | Mirri (Savona) |

|                                       |           |                        |
| Pasquali 10’, 59’ L. Merli 88’ (rig.) | Marcatori | 18’ Bassano 67’ Peddio |

| Arbitro: | Robilotta (Sala Consilina) |

|            |           |                                                       |
| Marenić 1’ | Marcatori | 9’ (rig.) Boni 74’ Dallagiacoma 87’ Ronca 90’ Peretti |

| Arbitro: | Castellano (Nichelino) |

|                            |           |  |
| Di Luzio 57’ Pastrenge 85’ | Marcatori |  |

| Arbitro: | Papagno (Roma 2) |

|                       |           |             |
| Gomes 17’ Blasoni 45’ | Marcatori | 48’ Saggion |

| Arbitro: | Catanzaro (Catanzaro) |

|            |           |                        |
| Congia 32’ | Marcatori | 80’ Marenić 90’ Peddio |

| Arbitro: | Rodigari (Bergamo) |

|                             |           |            |
| Gomes 41’, 78’ Iannazzo 82’ | Marcatori | 38’ Pavana |

| Arbitro: | Menozzi (Treviso) |

|                        |           |  |
| Kongoulī 61’ Milan 71’ | Marcatori |  |

| Arbitro: | Petrov (Roma 1) |

|              |           |  |
| Lombardo 76’ | Marcatori |  |

| Arbitro: | Tona Mbei (Cuneo) |

|               |           |                       |
| Vavassori 77’ | Marcatori | 14’ Marenić 37’ Gomes |

| Arbitro: | Ghinelli (Roma 2) |

|                       |           |           |
| Gomes 43’ Marenić 73’ | Marcatori | 62’ Abati |

| Arbitro: | Marra (Agropoli) |

|  |           |                   |
|  | Marcatori | 10’, 68’ Lombardo |

| Arbitro: | Cerea (Bergamo) |

|                                     |           |  |
| Bassano 5’ Marenić 77’ Iannazzo 82’ | Marcatori |  |

### Coppa Italia
| Arbitro: | Viapiana (Catanzaro) |

|  |           |               |
|  | Marcatori | 50’ Scarpelli |

| Arbitro: | Manis (Oristano) |

|             |           |  |
| Iannazzo 5’ | Marcatori |  |

| Arbitro: | Peletti (Crema) |

|               |           |          |
| Accornero 21’ | Marcatori | 82’ Carp |

## Statistiche

### Statistiche di squadra
| Competizione | Punti | In casa | In casa | In casa | In casa | In casa | In casa | In trasferta | In trasferta | In trasferta | In trasferta | In trasferta | In trasferta | Totale | Totale | Totale | Totale | Totale | Totale | DR |
| Competizione | Punti | G       | V       | N       | P       | Gf      | Gs      | G            | V            | N            | P            | Gf           | Gs           | G      | V      | N      | P      | Gf     | Gs     | DR |
| ------------ | ----- | ------- | ------- | ------- | ------- | ------- | ------- | ------------ | ------------ | ------------ | ------------ | ------------ | ------------ | ------ | ------ | ------ | ------ | ------ | ------ | -- |
| Serie B      | 42    | 13      | 7       | 2       | 4       | 19      | 17      | 13           | 6            | 1            | 6            | 16           | 20           | 26     | 13     | 3      | 10     | 35     | 37     | -2 |
| Coppa Italia | -     | 2       | 1       | 1       | 0       | 2       | 1       | 1            | 1            | 0            | 0            | 1            | 0            | 3      | 2      | 1      | 0      | 3      | 1      | +2 |
| Totale       | -     | 15      | 8       | 3       | 4       | 21      | 18      | 14           | 7            | 1            | 6            | 17           | 20           | 29     | 15     | 4      | 10     | 38     | 38     | 0  |

### Andamento in campionato
| Giornata  | 1  | 2  | 3 | 4 | 5 | 6 | 7 | 8 | 9 | 10 | 11 | 12 | 13 | 14 | 15 | 16 | 17 | 18 | 19 | 20 | 21 | 22 | 23 | 24 | 25 | 26 |
| --------- | -- | -- | - | - | - | - | - | - | - | -- | -- | -- | -- | -- | -- | -- | -- | -- | -- | -- | -- | -- | -- | -- | -- | -- |
| Luogo     | T  | C  | T | C | T | C | T | C | T | C  | T  | C  | T  | C  | T  | C  | T  | C  | T  | C  | T  | C  | T  | C  | T  | C  |
| Risultato | P  | P  | P | P | N | N | P | N | V | P  | V  | V  | V  | V  | P  | P  | P  | V  | V  | V  | P  | V  | V  | V  | V  | V  |
| Posizione | 11 | 12 |   |   |   |   |   |   |   |    |    |    |    |    |    |    |    |    |    |    |    |    |    | 6  | 6  | 5  |

Legenda:

Luogo: C = Casa; T = Trasferta. Risultato: V = Vittoria; N = Pareggio; P = Sconfitta.

### Statistiche delle giocatrici
| Giocatore     | Serie B  | Serie B | Serie B     | Serie B    | Coppa Italia | Coppa Italia | Coppa Italia | Coppa Italia | Totale   | Totale | Totale      | Totale     |
| Giocatore     | Presenze | Reti    | Ammonizioni | Espulsioni | Presenze     | Reti         | Ammonizioni  | Espulsioni   | Presenze | Reti   | Ammonizioni | Espulsioni |
| ------------- | -------- | ------- | ----------- | ---------- | ------------ | ------------ | ------------ | ------------ | -------- | ------ | ----------- | ---------- |
| A. Accornero  | 19       | 0       | 0           | 0          | 3            | 1            | 0            | 0            | 22       | 1      | 0           | 0          |
| B. Airola     | 17       | 0       | 0           | 0          | 3            | 0            | 0            | 0            | 20       | 0      | 0           | 0          |
| G. Bassano    | 24       | 4       | 3           | 0          | 2            | 0            | 0            | 0            | 26       | 4      | 3           | 0          |
| M. Bertone    | 6        | 0       | 1           | 1          | 1            | 0            | 0            | 0            | 7        | 0      | 1           | 1          |
| F. Blasoni    | 22       | 3       | 1           | 1          | 2            | 0            | 0            | 0            | 24       | 3      | 1           | 1          |
| K. Carrer     | 9        | 0       | 0           | 0          | -            | -            | -            | -            | 9        | 0      | 0           | 0          |
| A. Congia     | 3        | 0       | 0           | 0          | 0            | 0            | 0            | 0            | 3        | 0      | 0           | 0          |
| V. Congia     | 25       | 0       | 1           | 0          | 3            | 0            | 0            | 0            | 28       | 0      | 1           | 0          |
| N. Costantini | 14       | 0       | 4           | 0          | -            | -            | -            | -            | 14       | 0      | 4           | 0          |
| M. Deiana     | 1        | 0       | 0           | 0          | -            | -            | -            | -            | 1        | 0      | 0           | 0          |
| F. Fabiano    | 25       | -35     | 0           | 0          | 3            | -1           | 0            | 0            | 28       | -36    | 0           | 0          |
| F. Gomes      | 24       | 8       | 6           | 0          | 3            | 0            | 0            | 0            | 27       | 8      | 6           | 0          |
| M. Iannazzo   | 22       | 2       | 4           | 0          | 3            | 1            | 0            | 0            | 25       | 3      | 4           | 0          |
| M. G. Ladu    | 19       | 0       | 2           | 0          | 3            | 0            | 0            | 0            | 22       | 0      | 2           | 0          |
| M. Leendertse | 1        | 0       | 0           | 0          | 1            | 0            | 0            | 0            | 2        | 0      | 0           | 0          |
| F. Lombardo   | 18       | 8       | 1           | 0          | 2            | 0            | 0            | 0            | 20       | 8      | 1           | 0          |
| S. Lorieri    | 1        | 0       | 0           | 0          | 1            | 0            | 0            | 0            | 2        | 0      | 0           | 0          |
| J. Marenić    | 15       | 6       | 2           | 0          | -            | -            | -            | -            | 15       | 6      | 2           | 0          |
| N. Melillo    | 2        | 0       | 0           | 0          | -            | -            | -            | -            | 2        | 0      | 0           | 0          |
| C. Moran      | 0        | 0       | 0           | 0          | -            | -            | -            | -            | 0        | 0      | 0           | 0          |
| S. Peare      | 23       | 0       | 1           | 1          | 2            | 0            | 0            | 0            | 25       | 0      | 1           | 1          |
| A. Peddio     | 14       | 2       | 0           | 0          | 3            | 0            | 0            | 0            | 17       | 2      | 0           | 0          |
| S. Pederzani  | 9        | 0       | 2           | 0          | 3            | 0            | 1            | 0            | 12       | 0      | 3           | 0          |
| C. Russu      | 0        | 0       | 0           | 0          | 0            | 0            | 0            | 0            | 0        | 0      | 0           | 0          |
| L. Scarpelli  | 21       | 0       | 0           | 0          | 3            | 1            | 1            | 0            | 24       | 1      | 1           | 0          |
| G. Sotgia     | 1        | 0       | 0           | 0          | -            | -            | -            | -            | 1        | 0      | 0           | 0          |
| V. Sotgiu     | 2        | 0       | 0           | 0          | 0            | 0            | 0            | 0            | 2        | 0      | 0           | 0          |
| I. Spaan      | 3        | 0       | 0           | 0          | 1            | 0            | 0            | 0            | 4        | 0      | 0           | 0          |
| M. Ubaldi     | 1        | -1      | 0           | 0          | 1            | 0            | 0            | 0            | 2        | -1     | 0           | 0          |
| S. Ventura    | 0        | 0       | 0           | 0          | 1            | 0            | 0            | 0            | 1        | 0      | 0           | 0          |
| J. Weithofer  | 24       | 1       | 2           | 0          | 1            | 0            | 0            | 0            | 25       | 1      | 2           | 0          |